# Rudno (gromada w powiecie parczewskim)
Rudno – dawna gromada, czyli najmniejsza jednostka podziału terytorialnego Polskiej Rzeczypospolitej Ludowej w latach 1954–1972.
Gromady, z gromadzkimi radami narodowymi (GRN) jako organami władzy najniższego stopnia na wsi, funkcjonowały od reformy reorganizującej administrację wiejską przeprowadzonej jesienią 1954 do momentu ich zniesienia z dniem 1 stycznia 1973, tym samym wypierając organizację gminną w latach 1954–1972.
Gromadę Rudno z siedzibą GRN w Rudnie utworzono – jako jedną z 8759 gromad na obszarze Polski – w powiecie radzyńskim w woj. lubelskim na mocy uchwały nr 15 WRN w Lublinie z dnia 5 października 1954. W skład jednostki weszły obszary dotychczasowych gromad Rudno I & II i Rudno III ze zniesionej gminy Brzozowy Kąt oraz obszary dotychczasowych gromad Radcze i Rudzieniec ze zniesionej gminy Jabłoń w tymże powiecie.
13 listopada 1954 gromada weszła w skład nowo utworzonego powiatu parczewskiego w tymże województwie, gdzie ustalono dla niej 22 członków gromadzkiej rady narodowej.
1 stycznia 1969 gromadę zniesiono, włączając jej obszar do gromady Milanów w tymże powiecie.